# Fußball-Weltmeisterschaft 1990/Vereinigte Arabische Emirate
Dieser Artikel behandelt die Fußballnationalmannschaft der Vereinigten Arabischen Emirate bei der Fußball-Weltmeisterschaft 1990.

## Qualifikation

### Erste Runde
| Kuwait                       | - | Vereinigte Arabische Emirate | 3:2 |
| Vereinigte Arabische Emirate | - | Pakistan                     | 5:0 |
| Vereinigte Arabische Emirate | - | Kuwait                       | 1:0 |
| Pakistan                     | - | Vereinigte Arabische Emirate | 1:4 |

### Finalrunde
| Vereinigte Arabische Emirate | - | Nordkorea     | 0:0 |
| Vereinigte Arabische Emirate | - | China         | 2:1 |
| Vereinigte Arabische Emirate | - | Saudi-Arabien | 0:0 |
| Vereinigte Arabische Emirate | - | Katar         | 1:1 |
| Vereinigte Arabische Emirate | - | Südkorea      | 1:1 |

## Aufgebot der Vereinigten Arabischen Emirate
| Nummer     | Name                          | Damaliger Verein | Geburtstag | Länderspiele |
| Torhüter   | Torhüter                      | Torhüter         | Torhüter   | Torhüter     |
| ---------- | ----------------------------- | ---------------- | ---------- | ------------ |
| 1          | Abdullah Musa Abdullah        | Al-Ahli          | 1966       |              |
| 17         | Mushin Musabah Faraj          | Al-Schardscha    | 01.01.1964 |              |
| 22         | Mohammad Hussain Abdulkader   | Al Shabab        | 1962       |              |
| Abwehr     |                               |                  |            |              |
| 2          | Khalil Ghanim Mubarak         | Al-Khaleej       | 12.11.1964 |              |
| 4          | Mubarak Ghanim Mubarak        | Al-Khaleej       | 03.09.1963 |              |
| 6          | Abdulrahman Mohammad Abdullah | Al-Nasr          | 01.10.1963 |              |
| 8          | Khalid Ismaïl Mubarak         | Al-Nasr          | 07.07.1965 |              |
| 15         | Ibrahim Meer Abdulrahman      | Al-Schardscha    | 16.07.1967 |              |
| 16         | Mohammad Salim Mubarak        | Al-Ahli          | 1968       |              |
| 19         | Eissa Meer Abdulrahman        | Al-Schardscha    | 16.07.1967 |              |
| 20         | Yousuf Hussain Mohammad       | Al-Schardscha    | 1965       |              |
| 21         | Abdulrahman Al-Haddad         | Al-Schardscha    | 23.03.1966 |              |
| Mittelfeld |                               |                  |            |              |
| 3          | Ali Thani Jumaa               | Al-Schardscha    | 18.08.1968 |              |
| 5          | Abdullah Ali Sultan           | Al-Khaleej       | 1963       |              |
| 10         | Adnan Al-Talyani              | Al Shabab        | 30.10.1964 |              |
| 13         | Hassan Mohammad Hussain       | Al-Wasl          | 1962       |              |
| 14         | Nasir Khamees Mubarak         | Al-Wasl          | 02.08.1965 |              |
| Angriff    |                               |                  |            |              |
| 7          | Fahad Khamees Mubarak         | Al-Wasl          | 24.01.1962 |              |
| 9          | Abdulaziz Ali Mohammad        | Al-Schardscha    | 12.10.1965 |              |
| 11         | Zuhair Bilal                  | Al-Wasl          | 13.07.1967 |              |
| 12         | Hussain Ghuloum Abbas         | Al-Schardscha    | 24.09.1969 |              |
| 18         | Fahad Abdullah                | Al-Wasl          | 10.10.1962 |              |
| Trainer    |                               |                  |            |              |
|            | Carlos Alberto Parreira       |                  | 27.02.1943 |              |

## Spiele der Mannschaft der Vereinigten Arabischen Emirate

### Vorrunde
| Pl. | Land           | Sp. | S | U | N | Tore    | Diff. | Punkte |
| --- | -------------- | --- | - | - | - | ------- | ----- | ------ |
| 1.  | BR Deutschland | 3   | 2 | 1 | 0 | 010:300 | +7    | 05:10  |
| 2.  | Jugoslawien    | 3   | 2 | 0 | 1 | 006:500 | +1    | 04:20  |
| 3.  | Kolumbien      | 3   | 1 | 1 | 1 | 003:200 | +1    | 03:30  |
| 4.  | V. A. Emirate  | 3   | 0 | 0 | 3 | 002:110 | −9    | 0:60   |

| 9. Juni 1990, 17:00 Uhr in Bologna  |   |               |           |
| V. A. Emirate                       | – | Kolumbien     | 0:2 (0:0) |
| 15. Juni 1990, 21:00 Uhr in Mailand |   |               |           |
| BR Deutschland                      | – | V. A. Emirate | 5:1 (2:0) |
| 19. Juni 1990, 17:00 Uhr in Bologna |   |               |           |
| Jugoslawien                         | – | V. A. Emirate | 4:1 (2:1) |